# 苏州工学院
苏州工学院，原名常熟理工学院，位于中国江苏省常熟市，是一所以理工为主的多科性省属本科院校。

## 历史沿革
1958年，苏州师范专科学校成立，此为常熟理工学院的前身。1989年，苏州师范专科学校和创办于1984年的常熟职业大学合并为常熟高等专科学校。2001年，江苏省人口学校并入常熟高等专科学校。2004年，教育部批准在常熟高等专科学校的基础上设立常熟理工学院。2025年1月，中华人民共和国教育部拟同意更名为苏州工学院，2025年2月教育部正式同意学校更名为苏州工学院。

## 现状
苏州工学院是一所以理工为主的多科性省属本科院校，下设有11个二级学院。有41个本科专业。学院有隔湖相对的东湖校区、东南校区两个校区，占地面积1750亩。常熟理工学院多次被评为“江苏省文明学校”，2009年被评为“苏州市文明单位”和“江苏省高等学校和谐校园”。